# German Beach Tour 2023
Die German Beach Tour 2023 ist die deutsche Turnierserie im Beachvolleyball. Sie wurde in acht Turnieren in fünf Städten ausgetragen. Am Ende fand die Deutsche Meisterschaft in Timmendorfer Strand statt. Organisation und Vermarktung übernahm erneut der Twitch-Sportsender Spontent mit der NBO Event GmbH um Alexander Walkenhorst.

## Turniere
Die acht Turniere wurden von Mai bis August ausgetragen.
| Datum              | Stadt      | Austragungsort           | Siegerinnen                          | Sieger                           |
| ------------------ | ---------- | ------------------------ | ------------------------------------ | -------------------------------- |
| 11.–14. Mai        | Bremen     | Bahnhofsplatz            | Chenoa Christ / Kim van de Velde     | Bennet Poniewaz / David Poniewaz |
| 18.–21. Mai        | Bremen     | Bahnhofsplatz            | Cinja Tillmann / Svenja Müller       | Nils Ehlers / Clemens Wickler    |
| 1.–4. Juni         | Hamburg    | Heiligengeistfeld        | Chenoa Christ / Kim van de Velde     | Lukas Pfretzschner / Robin Sowa  |
| 22.–25. Juni       | Düsseldorf | Robert-Lehr-Ufer         | Leonie Körtzinger / Lea Sophie Kunst | Bennet Poniewaz / David Poniewaz |
| 29. Juni – 2. Juli | Düsseldorf | Robert-Lehr-Ufer         | Leonie Körtzinger / Lea Sophie Kunst | Jannik Kühlborn / Eric Stadie    |
| 13.–16. Juli       | München    | Zentraler Hochschulsport | Melanie Paul / Hanna-Marie Schieder  | Nils Ehlers / Clemens Wickler    |
| 20.–23. Juli       | München    | Zentraler Hochschulsport | Anna Behlen / Sarah Schulz           | Philipp Huster / David Poniewaz  |
| 10.–13. August     | Berlin     | BeachMitte               | Katharina Holzer / Isabel Schneider  | Lukas Pfretzschner / Robin Sowa  |

## Rock the Beach
Neben der German Beach Tour fand 2023 erneut die zusätzliche Turnierserie „Rock the Beach“ statt. Da im Mai die Turniere in Stuttgart und Berlin aus finanziellen Gründen abgesagt wurden, fanden nur auf Fehmarn und auf Borkum Turniere unter dem Namen „Rock the Beach“ statt, welche auch auf Sportdeutschland.TV übertragen wurden. Dafür wurden mit Unterstützung der Landesverbände zwei Ersatzturniere in Stuttgart und in München durchgeführt.
| Datum            | Stadt     | Austragungsort           | Festival          | Siegerinnen                  | Sieger                      |
| ---------------- | --------- | ------------------------ | ----------------- | ---------------------------- | --------------------------- |
| 24.–25. Juni *   | Stuttgart | Reitstadion              | Kessel Festival   | Sophie Apel / Anne Schmitt   | Luis Henrichs / Luis Kubo   |
| 14.–16. Juli     | Fehmarn   | Südstrand                |                   | Anna Behlen / Sarah Schulz   | Luis Kubo / Momme Lorenz    |
| 4.–6. August     | Borkum    | Hauptstrand              | Borkum Beach Days | Anna Behlen / Sarah Schulz   | Lui Wüst / Mio Wüst         |
| 19.–20. August * | München   | Zentraler Hochschulsport | Beach4U e.V.      | Melanie Gernert / Anne Krohn | Kim Huber / Daniel Kirchner |

* Ersatzturnier